# Jeziorki (Wilkowo)
Jeziorki – osada leśna wsi Wilkowo, położona w województwie warmińsko-mazurskim, w powiecie elbląskim, w gminie Milejewo.
W latach 1975–1998 Jeziorki administracyjnie należały do województwa elbląskiego.